# 살오징어
살오징어 또는 피둥어꼴뚜기는 살오징어과 연체동물의 하나이다. 태평양 북서부에 서식하며, 서식지는 캐나다에서 베트남까지 이른다.

## 이용
살오징어는 오징어 종류 중에서 동아시아에서 가장 많이 잡고 소비되는 종이다. 어획량은 일본, 대한민국, 중화인민공화국 순으로 많다.

## 제철
한국에서 잡히는 살오징어의 제철은 7~11월이다.